# Política de Canadá
Canadá constituye una monarquía parte de la Commonwealth con un sistema federal parlamentarista y una fuerte tradición democrática. Muchas de las prácticas legislativas del país derivan de las prácticas no escritas y de los precedentes establecidos por el parlamento de Westminster del Reino Unido. No obstante, Canadá presenta algunas variaciones. La disciplina de partido en Canadá es mayor que la del Reino Unido, y muchos de los votos son considerados como votos de confianza, lo cual tiende a disminuir el rol de los miembros del Parlamento que no forman parte del gabinete, llamados “backbenchers”. Los backbenchers pueden ejercer su influencia en los Comités parlamentarios, como el Comité de Cuentas Públicas o el Comité de Defensa Nacional.
El sistema político que opera en Canadá es el sistema Westminster, el cual se estableció en el parlamento británico a través del Acta constitucional de 1867 (también conocida como el Acta de la Norteamérica británica), pero el modelo federal y la división de poderes fueron establecidos por los políticos canadienses. Después de la Primera Guerra Mundial los ciudadanos de los dominios autónomos comenzaron a desarrollar un fuerte sentimiento de identidad, y en la Declaración Balfour de 1926 el gobierno británico expresó su voluntad de garantizar la plena autonomía a estos dominios. En 1931 el parlamento británico aprobó el Estatuto de Westminster, a través del cual se reconocía la autonomía de Canadá y de otros dominios. Los políticos canadienses no fueron capaces de llegar a un consenso respecto al proceso de reformas en la Constitución hasta 1982. Los cambios en la Constitución requerirían la aprobación del parlamento británico. El comité judicial del Consejo Privado en el Reino Unido fue el órgano decisor en cuestiones legales hasta 1949.

## Poder ejecutivo

### Rey de Canadá y el gobernador general

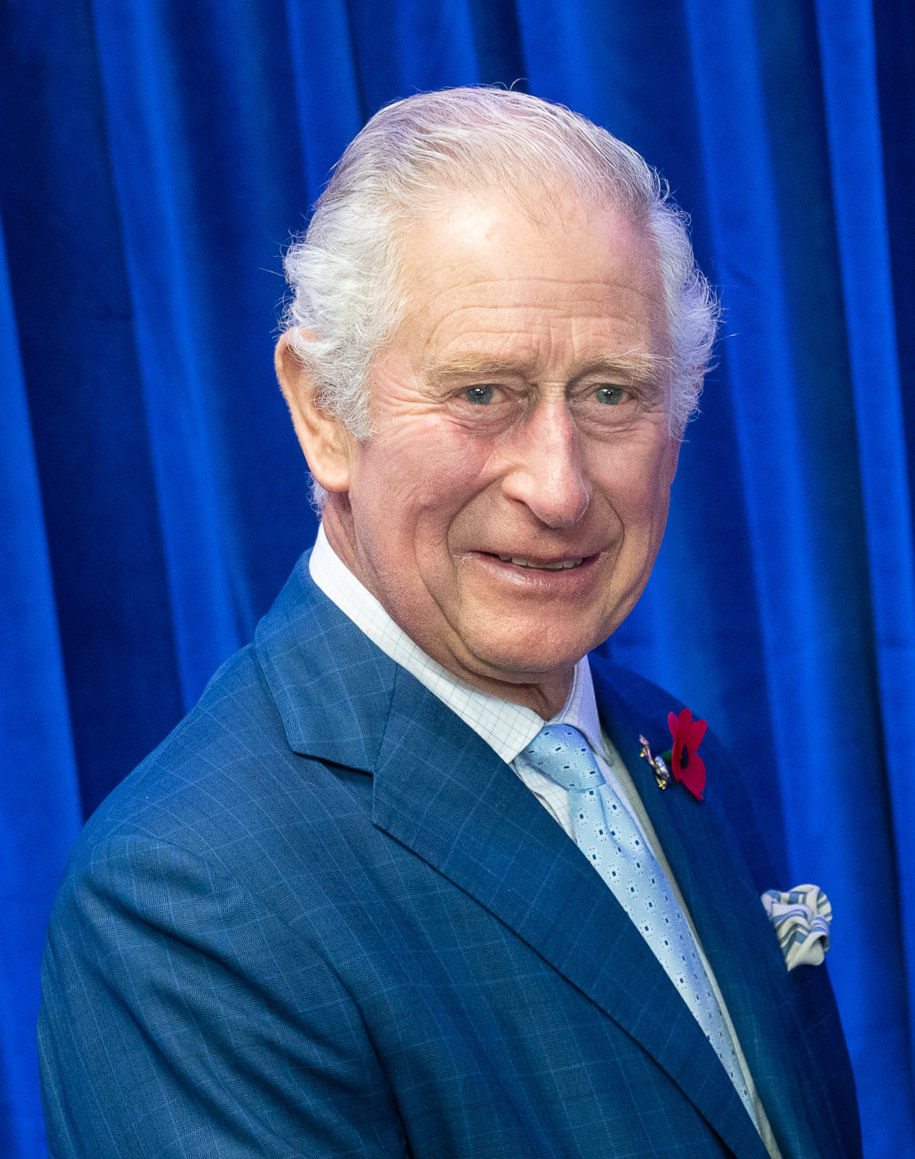
Carlos III, rey de Canadá

El rey Carlos III es el rey del país; y, por tanto, su soberano. El gobierno actúa en su nombre. El término “The Crown” (La Corona) se utiliza mucho para representar el poder de la monarquía. Los ministros del gobierno son ministros de la Corona. En los procesos judiciales están los fiscales de la Corona, que actúan en nombre de la monarquía.
Como el monarca no reside en Canadá, éste nombra un gobernador general que la representa y ejerce sus poderes. La persona que ejerce este rol es seleccionada a propuesta del primer ministro. Se trata de una “propuesta” sin opciones, en el sentido que causaría una gran crisis política si la propuesta del primer ministro no fuera aceptada por el rey. La monarquía sigue el consejo de los ministros y no es responsable de las decisiones del gobierno. El cargo de gobernador general no tiene un límite establecido, pero la práctica en las últimas décadas ha sido que el gobernador general sea reemplazado cada cinco años.

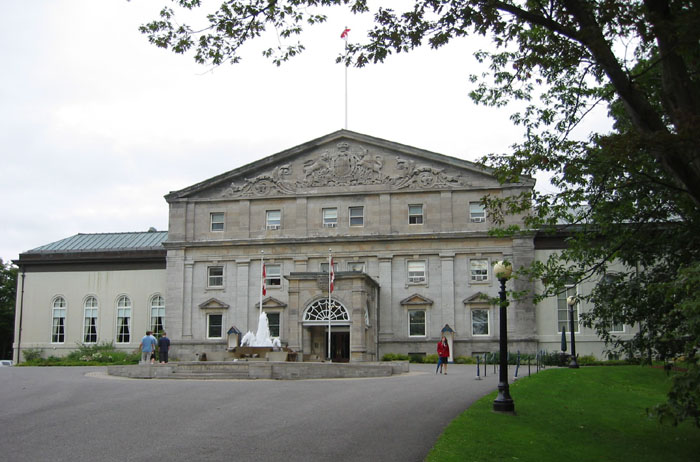
Rideau Hall, la residencia del gobernador general de Canadá.

### Gabinete
El primer ministro nombra al gobernador general con aceptación del monarca, con el fin de garantizar un gobierno estable esta persona deberá ser siempre aquel que tenga la confianza de la Cámara de los Comunes. En la práctica, el primer ministro acostumbra a ser el líder del partido político más fuerte en la Cámara de los Comunes, el cual normalmente tiene la mayoría de los escaños en la cámara baja y forma un gobierno de mayoría. En alguna ocasión ningún partido ha logrado la mayoría en la Cámara de los Comunes y un partido, normalmente el más fuerte, ha formado un gobierno de minoría. El primer ministro permanece en el cargo hasta que dimite o es retirado por el gobernador general. Entonces, el partido que estaba en el gobierno, antes de la elección, puede intentar continuar gobernando si así lo desea, incluso si tienen menos escaños que otro partido. Las coaliciones de partidos son muy extrañas a nivel federal; Canadá solo ha tenido un gobierno de coalición: el Gobierno de la Unión de Robert Borden durante la Primera Guerra Mundial.
Los partidos políticos son organizaciones privadas, y no se les menciona en la Constitución. El primer ministro y la mayoría de los miembros de su gabinete son miembros del parlamento, de forma que deben responder al parlamento por sus acciones. Cualquier canadiense puede ser elegido y muchos primeros ministros han llegado a ese cargo después de ser elegidos como líderes de su partido sin haber sido diputados anteriormente. El primer ministro elige a los ministros y forma un gabinete. Los miembros del gabinete permanecen en el puesto según la voluntad del primer ministro. Si la Cámara de los Comunes aprueba una moción de censura respecto al gobierno, se espera que el primer ministro y su gabinete dimitan o que disuelvan el Parlamento de forma que se celebren elecciones generales. Para evitar las mociones de censura la disciplina de partido ha sido una constante en el parlamento canadiense, en el que miembros de un partido, especialmente los miembros del partido en el gobierno, están requeridos a votar según la línea del partido o a enfrentarse a las consecuencias si no actúan de tal modo (expulsión del partido). En la práctica en el único caso en que se requiere una moción de censura es cuando no se pueden aprobar los presupuestos. Si un gobierno no puede conseguir que se aprueben unos presupuestos es común que se lleve a cabo una moción de confianza. La excepción sería la de si el primer ministro o el gobierno declarara que si un proyecto de ley no se aprobara considerarían este hecho como una cuestión de confianza.
Cuando un miembro del partido gobernante vota según su conciencia, este voto está muy condicionado por el hecho que un voto en contra de la línea del partido (especialmente en votos de confianza) puede conllevar la expulsión de su partido. Esa expulsión comportaría la pérdida de fondos para la elección y una búsqueda de otro candidato por parte del partido. No obstante, en las elecciones del 2004 fue elegido un miembro independiente del Parlamento (Chuck Cadman). La mayoría de los independientes fueron elegidos cuando éstos estaban bajo algún partido y después decidieron abandonarlo o fueron expulsados. Después de que se formara el Partido Conservador de Canadá, algunos miembros del Partido Conservador Progresista y la Alianza Canadiense se convirtieron en independientes.
Cuando se produce una dimisión de un primer ministro el gobernador general puede instar a otro partido a formar gobierno, si este partido dispone de los escaños necesarios. Esto ocurrió con el caso King-Byng en 1926. En la práctica es poco probable que se cree una nueva alianza distinta.

## Parlamento

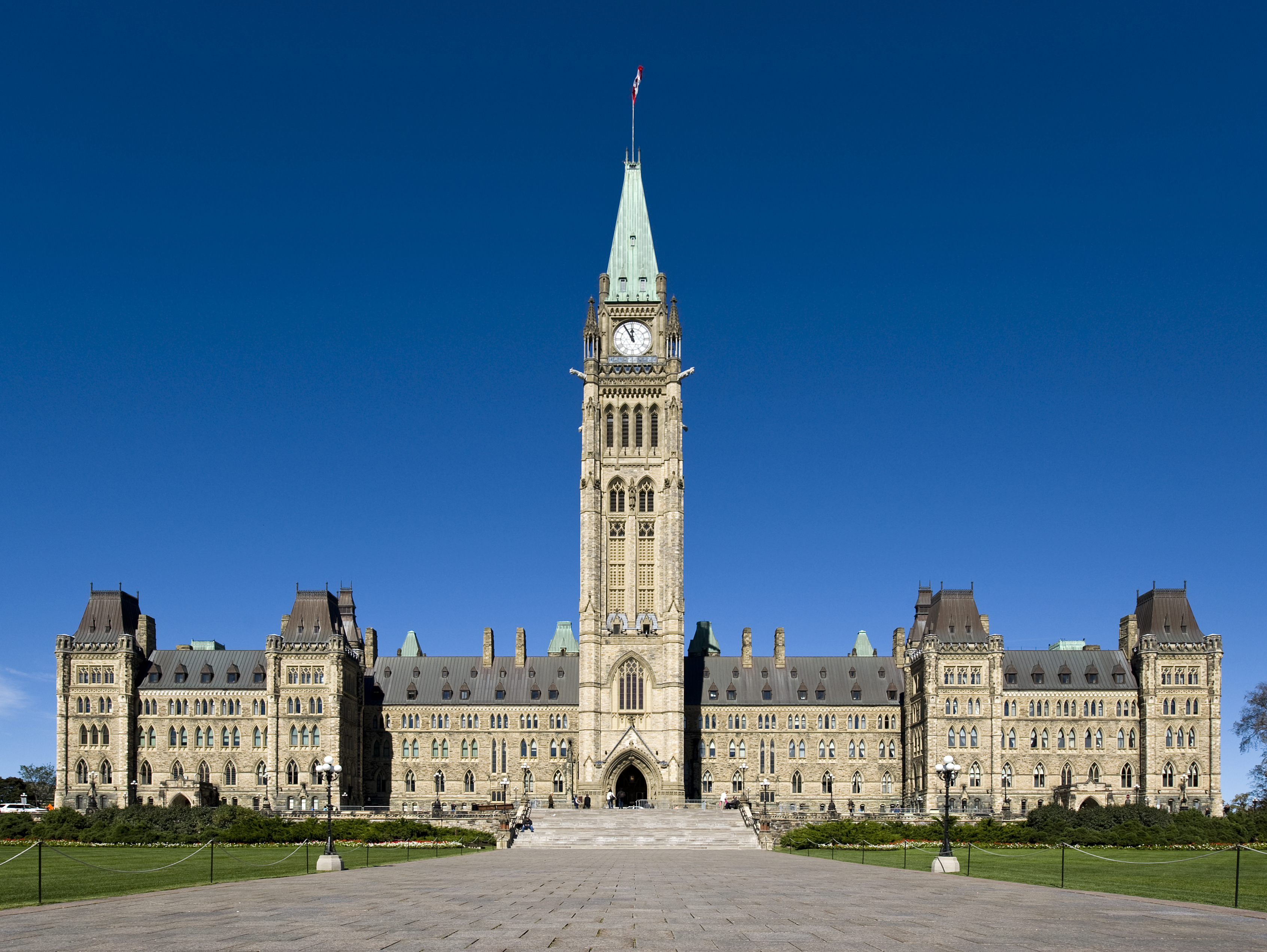
Sede del Parlamento.

El Parlamento de Canadá comprende la monarquía, la Cámara de los Comunes (por elección) y un Senado (por nombramiento). El gobernador general nombra a los senadores por recomendación del primer ministro según la fórmula que distribuye los escaños por provincias. En la práctica el poder legislativo está controlado por el partido que tiene la mayoría de escaños en la Casa de los Comunes, la cual es elegida por los 308 distritos electorales por un período que no puede exceder cinco años. La fuerte disciplina de partido y el sistema electoral mayoritario (first-past-the-post) han dado el control de la Casa de los Comunes a un único partido desde 1970. El periodo de 5 años solo se amplió en 1916. El primer ministro puede pedir al gobernador general que disuelva el Parlamento y que celebre nuevas elecciones en cualquier momento. Esa petición fue rechazada tan solo en una ocasión, durante el gobierno minoritario de 1926. Por costumbre, los primeros ministros normalmente celebran nuevas elecciones después de permanecer cuatro años en el poder.

## Gobiernos provinciales
Cada provincia es gobernada por un Teniente Gobernador (“Lieutenant Governor”), un primer ministro y una única cámara legislativa. Los gobiernos provinciales operan bajo un sistema parlamentarista similar al del gobierno federal, con el primer ministro escogido de la misma manera que el primer ministro de Canadá. El teniente gobernador, recomendado por el primer ministro y después nombrado por el gobernador general, representa a la Corona en cada provincia. Un teniente gobernador, al igual que el gobernador general, tiene un poder real tan solo en situaciones de emergencia.
Los poderes residuales —es decir, aquellos poderes que no se especifican en la Constitución— residen en el gobierno federal; el objetivo de esta previsión era el de evitar la división que conllevó la guerra civil americana. En 1895, el Comité judicial del Consejo Privado legisló que el gobierno federal podría ejercer su poder residual solo en tiempo de guerra. Como consecuencia, la responsabilidad de nuevas funciones de gobierno como las leyes laborales o el estado del bienestar tenían que acomodarse a los poderes que establecía el Acta Británica de Norteamérica. Muchas de estas funciones acabaron siendo asignadas a las provincias, de forma que Canadá actualmente es una federación altamente descentralizada. La descentralización de las funciones se ha implementado para satisfacer algunas aspiraciones provinciales como el caso de Quebec. Todas las provincias tienen derecho a asumir los poderes que ahora solo está ejerciendo Quebec, y las provincias de Alberta y Ontario han expresado su interés por asumir estos poderes.

## Jefes de Estado
- S.M. Victoria I (Casa de Hannover, 1837-1901)
- S.M. Eduardo VII (Casa de Sajonia-Coburgo-Gotha, 1901-1910)
- S.M. Jorge V (Casa de Windsor, 1910-1936)
- S.M. Eduardo VIII (Casa de Windsor, 1936)
- S.M. Jorge VI (Casa de Windsor, 1936-1952)
- S.M. Isabel II (Casa de Windsor, 1952-2022)
- S.M. Carlos III (Casa de Windsor, 2022-presente)

## Jefes de Gobierno
Primeros ministros

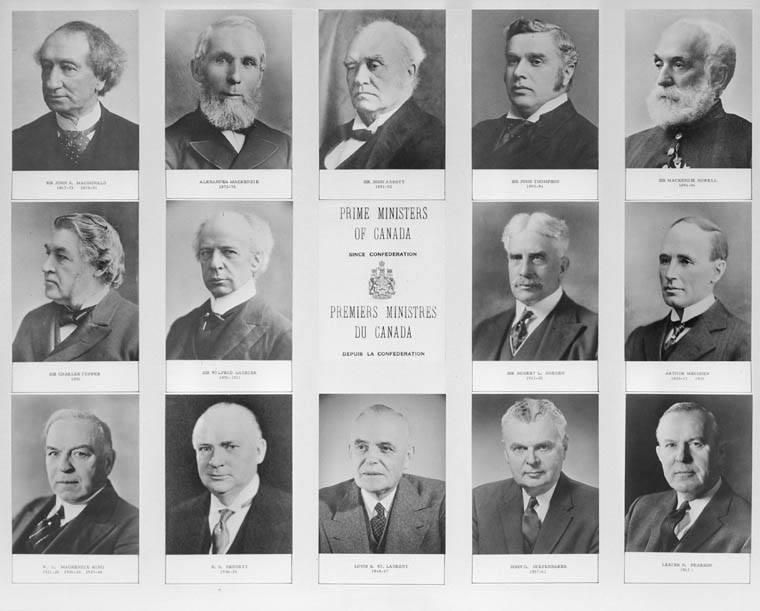
Primeros ministros de Canadá hasta 1963

- Sir John A. MacDonald (Conservador, 1867-1886)
- Sir Alexander MacKenzie (Liberal, 1886-1891)
- Sir John J.C. Abbott (Conservador, 1891-1892)
- Sir John S. Thompson (Conservador, 1892-1894)
- Sir Mackenzie Bowell (Conservador, 1894-1895)
- Sir Charles Tupper (Conservador, 1895)
- Sir Wilfrid Laurier (Liberal, 1895-1910)
- Sir Robert Borden (Conservador, 1910-1919)
- Arthur Meighen (Conservador, 1919-1921)
- William Lyon Mackenzie King (Liberal, 1921-1943)
- Richard B. Bennett (Conservador, 1943-1948)
- Louis St. Laurent (Liberal, 1948-1957)
- John George Diefenbaker (Conservador, 1957-1963)
- Lester B. Pearson (Liberal, 1963-1968)
- Pierre Elliott Trudeau (Liberal, 1968-1983)
- Joe Clark (Conservador, 1983-1984)
- John Napier Turner (Liberal, 1984)
- Brian Mulroney (Conservador, 1984-1993)
- Kim Campbell (Conservador, 1993)
- Jean Chrétien (Liberal, 1993-2004)
- Paul Martin (Liberal, 2004-2006)
- Stephen Harper (Conservador; 2006-2015)
- Justin Trudeau (Liberal; 2015-2025)
- Mark Carney (Liberal; desde 2025)